# Персик Мельба
Персик Мельба — десерт, створений Оґюстом Ескоф'є для австралійської оперної співачки Неллі Мелба. Він складається з плоду білого персика в ванільному сиропі з ванільним морозивом та ягодами полуниці. У сучасних варіантах персик можуть заміняти інші фрукти.

## Історія
Цей десерт був створений у 1894 році Оґюстом Ескоф’є для сопрано Неллі Мелби після того, як він почув її спів у Лоенґріні в Ковент-Гардені. На той час Ескоф’є працював шеф-кухарем у готелі Savoy у Лондоні, а співачка запросила його відвідати виставу опери Ріхарда Вагнера.
Наступного дня він вирішив створити десерт на знак подяки: між крилами лебедя, вирізаного з крижаного блоку, він помістив срібну тімбаль, наповнену ванільним морозивом, на яке виклав припущені персики. Усе це було вкрито соусом зі свіжої малини та тонкою сіткою з карамелізованого цукру.
Спочатку десерт назвали «Персик із лебедем», але на відкритті лондонського готелю Carlton у 1899 році його перейменували на «Персик Мелба».